# Dreptate

en, Alegoria Cumpătării, Dreptății și Păcii,, Palatul Regal din Amsterdam

Dreptatea (în greacă δικαιοσύνη, transliterat: dikaiosýne, în latină iustitia) este principiul moral și juridic care cere ca fiecare să primească ceea ce i se cuvine și să i se respecte drepturile.
Conceptul de dreptate se bazează pe numeroase domenii și multe puncte de vedere și perspective diferite, inclusiv conceptele de corectitudine morală bazate pe etică, raționalitate, lege, religie și echitate. Adesea dezbaterea generală despre înfăptuirea dreptății este împărțită în domeniul dreptății sociale, așa cum se găsește în filosofie, teologie și religie, și în domeniul dreptății în sistemul judiciar, care se referă la studiul și aplicarea legii. 
Ca și în majoritatea disciplinelor bazate pe filozofie, conceptul de dreptate diferă în fiecare cultură. Teoriile timpurii au fost expuse de filosofii greci vechi Platon, în lucrarea sa Republica, și Aristotel, în Etica Nicomahică. De-a lungul istoriei au fost stabilite diferite teorii. Susținătorii teoriei divine spun că dreptatea pleacă de la Dumnezeu. În secolul al XVII-lea teoreticieni precum John Locke au susținut drepturile naturale ca derivate ale justiției.